# Joseph Zerilli
Giuseppe Zerilli, detto anche "Don Peppino", e "Joe Z" (Terrasini, 10 dicembre 1897 – Detroit, 30 ottobre 1977), è stato un mafioso italiano,  uno dei più potenti, temuti e rispettati boss di Cosa nostra statunitense.
Zerilli è stato il padrino della potente Famiglia di Detroit, e importante membro della "commissione" nazionale dal 1936 al 1977, anno della sua morte. Anche suo figlio Anthony Zerilli, è stato un importante "uomo d'onore" della cosca mafiosa. Zerilli era il consuocero di Joe Profaci, suo figlio Anthony infatti si era sposato con una delle figlie di "Don Peppino" di New York.

## Biografia

### I primi anni
Giuseppe Zerilli nasce il 10 dicembre del 1897 a Terrasini in provincia di Palermo da Antonino Zerilli e Rosalia Tocco. Nel 1914 Giuseppe all'età di 17 anni, emigra con i suoi genitori ed i suoi fratelli in America a Detroit, stabilendosi nella "little Sicily", dove già abitavano numerosi suoi parenti, come i suoi zii e i suoi cugini tra cui William Tocco. Al suo arrivo a Detroit, Giuseppe va a lavorare come operaio alla "Detroit Gas Company", e ci lavorerà per circa due anni fino al 1917, e proprio in quel periodo lui e suo cugino William Tocco, diventano "uomini d'onore" nella locale famiglia mafiosa.

### L'inizio del proibizionismo
Nel 1920 con l'inizio del proibizionismo, le varie bande malavitose della città si organizzarono con il fiorente traffico dei liquori. Zerilli venne arrestato per la prima volta, proprio in quel periodo per trasporto illegale di armi da fuoco. Tuttavia il caso si risolse brevemente con il pagamento di una multa da 50 dollari. In quel periodo Zerilli e suo cugino William si misero in società con i membri ebrei della Purple Gang composta da William Bernstein, Abe Bernstein, Harry Fleisher, e Louis Fleisher. Tra il 1919 e il 1921 scoppia una faida all'interno della Mafia di Detroit, per il controllo del fiorente racket dei liquori tra la fazione dei Giannola, e la fazione dei Vitale, Zerilli era uno degli uomini dei fratelli Giannola.
Questa faida costerà ad entrambe le parti decine di morti. In quel periodo Zerilli verrà arrestato numerose volte con le accuse di rapina a mano armata, omicidio, condotta disordinata, e violazione della legge sull'alcol. Dopo l'eliminazione della maggior parte dei leader delle due fazioni in lotta, la pace fu ristabilita dal boss Salvatore Catalanotte, che comandò la "Famiglia" a partire dal 1921. Catalanotte divenne una figura di riferimento, per molti giovani "uomini d'onore" della Famiglia di Detroit, e proprio Zerilli divenne uno dei suoi uomini di fiducia.

### Legami familiari
All'inizio degli anni venti, si era sposato con Giovanna Finazzo (1905 - 1998), anche lei emigrata con la sua famiglia a Detroit da Terrasini nel 1917 all'età di 12 anni. Zerilli rafforzò i suoi rapporti con altri giovani "uomini d'onore" di Detroit, tramite numerosi matrimoni delle sue sorelle come: Peter Corrado con sua sorella Pierina, Sam Serra e sua sorella Rose, Angelo Giannoso e sua sorella Serafina, Russell Cutino e sua sorella Grazia, e suo cugino William Tocco con sua sorella Rosalie.

### Nuove faide
Nel 1930 il boss Salvatore Catalanotte, muore di cause naturali. Catalanotte aveva mediato e fatto fare la pace, ai gruppi in guerra dei Vitale e dei Giannola nel 1921. Alla guida della "Famiglia" e dell'Unione Siciliana gli subentra Gaspare Milazzo, sostenuto da Zerilli, Tocco e Angelo Meli, ma l'altro contendente Cesare La Mare che aspirava a diventare il boss non era d'accordo, e quindi con l'appoggio di Joe Masseria di New York ordinò l'omicidio di Milazzo e del suo luogotenente Sam Parrino, nel maggio del 1930. Il gruppo di Zerilli, Angelo Meli e William Tocco, giurarono vendetta e nel febbraio del 1931, Cesare La Mare venne assassinato nella propria casa. Zerilli fu uno dei sospettati dalla polizia.

### Ascesa al potere
Nel 1931 con la morte di La Mare, boss della Mafia di Detroit divenne William Tocco, con lo stesso Zerilli suo "vicecapo", e Angelo Meli "consigliere". Da quel momento in poi, le forze dell'ordine non sentiranno più parlare di lui fino agli anni cinquanta. Zerilli curava i suoi interessi illegali nel campo: del gioco d'azzardo, delle scommesse clandestine, e dei sindacati. Nel 1936 Zerilli divenne il capo della "Famiglia", e suo cugino e cognato William passò a fare il "vicecapo". Zerilli divenne uno dei membri più influenti di tutta la "commissione" nazionale.

### Zerilli inc. gli affari legali
Zerilli costruì un notevole impero finanziario legale dal valore di decine di milioni di dollari. Era il proprietario di diverse proprietà immobiliari, dal valore di centinaia di migliaia di dollari non solo a Detroit e nel resto del Michigan, ma anche in Florida ed in California. Inoltre aveva avviato numerose imprese di successo, sia da solo che con altri "affiliati" della "Famiglia", come due imprese di distribuzione di liquori nel Michigan. Un'altra impresa redditizia e di alto profilo era la "Hazel Park Racing Association", ovvero un importante ippodromo e pista della città.
Zerilli e gli altri membri della "Famiglia", avevano iniziato ad investire nell'Hazel Park sin dalla metà degli anni quaranta, e nel 1949 ne avevano il totale controllo. Nel 1949 la gestione dell'ippodromo era stato affidato al figlio Anthony di 22 anni, che fungeva da presidente, ed al suo cugino e coetaneo Jack Tocco che fungeva da vicepresidente, figlio di William. Zerilli e suo cognato e cugino William erano inoltre i proprietari di un panificio - pasticceria tra i più importanti di Detroit, ovvero il "Detroit Italian Bakery". Zerilli aveva inoltre numerose attività commerciali anche nel New Jersey come il "The Living Room Lounge", ed altre attività.

### Gli anni '60
Nel 1963 dopo le deposizioni del pentito Joe Valachi, Zerilli ed altri importanti membri della "Famiglia", erano stati convocati a testimoniare nelle varie audizioni del senato. Fino a quel momento la Famiglia mafiosa di Detroit, aveva svolto i suoi affari nell'assoluta tranquillità, e senza interferenza. Nemmeno la fallita riunione di Apalachin del 1957, di cui si dice che Zerilli ed un suo capodecina Anthony Giacalone fossero diretti, ma riuscirono a tornare indietro prima di essere fermati ad un posto di blocco, aveva intaccato minimamente il potere di Zerilli e della Cosca di Detroit. Tuttavia Zerilli e gli altri pezzi grossi di Detroit, passarono indenni le varie inchieste giudiziarie.

### Gli ultimi anni
Zerilli fu sospettato di essere uno dei mandanti, della "lupara bianca" del celebre capo del sindacato americano dei Teamsters, il potente Jimmy Hoffa scomparso il 30 luglio del 1975. Giuseppe Zerilli muore di cause naturali il 30 ottobre del 1977, all'età di 79 anni. Ai suoi funerali erano presenti più di mille persone, tra cui numerosi imprenditori e politici e fu seppellito nella tomba di famiglia nel cimitero di Mount Olivet. Zerilli è considerato dagli storici il più importante Boss mafioso della storia di Detroit.

### Influenza sui media
La figura di Zerilli ha ispirato il personaggio di Joe Zaluchi, presente nei romanzi Il padrino, Il ritorno del padrino e La vendetta del padrino.